# Spatholobus gyrocarpus
Spatholobus gyrocarpus är en ärtväxtart som beskrevs av George Bentham. Spatholobus gyrocarpus ingår i släktet Spatholobus och familjen ärtväxter. IUCN kategoriserar arten globalt som livskraftig. Inga underarter finns listade i Catalogue of Life.